# Дихання Куссмауля
Ди́хання Куссма́уля — патологічний тип гіпервентиляційного дихання, що характеризується ритмічними дихальними циклами збільшеної глибини. Амплітуда такого дихання приблизно вдвічі перевищує амплітуду звичайного дихання і супроводжується характерним шумом.
Є клінічним симптомом.
Спостерігається при тяжкому ацидозі — печінкова кома, уремічна кома, діабетична кома, отруєнні метиловим спиртом тощо.

## Походження назви
Даний тип патологічного дихання носить ім'я німецького лікаря Адольфа Куссмауля (1822-1903), який вперше описав його в публікації, датованій 1874 роком, де описувались його дослідження цукрового діабету людини.
Куссмауль визначив цей тип дихання як ознаку коми і неминучої смерті осіб з цукровим діабетом.